# Lestinogomphus minutus
Lestinogomphus minutus – gatunek ważki z rodziny gadziogłówkowatych (Gomphidae).